# 阿沃吕
阿沃吕（法語：Haveluy，法語發音：[avlɥi]）是法国上法蘭西大區北部省的一个市镇，属于瓦朗谢讷区。

## 地理
阿沃吕（50°21'5"N, 3°24'10"E）面积4.7 平方千米，位于法国上法蘭西大區北部省，该省份为法国最北部的省份及最长的省份，西北濒北海，西接加来海峡省，南至埃纳省和索姆省，东与比利时接壤。
与阿沃吕接壤的市镇（或旧市镇、城区）包括：贝兰、瓦莱尔斯、德南、瓦西。

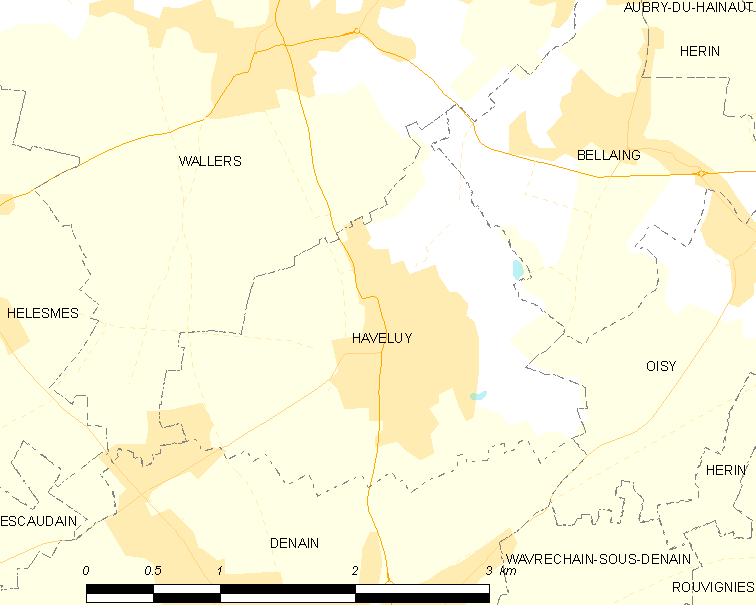
阿沃吕的OSM定位图

阿沃吕的时区为UTC+01:00、UTC+02:00（夏令时）。

## 行政
阿沃吕的邮政编码为59255，INSEE市镇编码为59292。

## 政治
阿沃吕所属的省级选区为欧努瓦莱瓦朗谢讷县。

## 人口

1962-2008年间阿沃吕人口变化图示

阿沃吕于2022年1月1日时的人口数量为3224人。